# خولیان گوروسپه
خولیان گوروسپه (اسپانیایی: Julián Gorospe‎؛ زادهٔ ۲۲ مارس ۱۹۶۰) دوچرخه‌سوار اهل اسپانیا است. وی در مسابقات تور دو فرانس شرکت کرده است.